# SSSE3
As extensões SSSE3 (Supplemental Streaming SIMD Extensions 3) correspondem a uma actualização das extensões SSE3 que permite alargar as possibilidades de processamento horizontal de dados empacotados nos registos XMM. Esta tecnologia está disponível nos processadores Intel CORE 2 e Intel Core 2 Duo.